# Rom Di Prisco
Romolo Di Prisco (Toronto, 30 augustus 1972) is een Canadees componist voor computerspellen. Zijn muziek is terug te horen in meer dan 50 speltitels. Hij produceert naast remixen voor andere artiesten ook muziek voor televisie en film.
In december 2010 bracht Di Prisco zijn soloalbum uit, genaamd Cryptidalia. Het album is vrij te beluisteren op zijn website en op YouTube.
In 2017 componeerde hij muziek voor het computerspel Fortnite.

## Discografie

### Computerspellen (selectie)
- Rebel Moon Rising (1997)
- Need for Speed II (1997)
- Need for Speed III: Hot Pursuit (1998)
- Need for Speed: Porsche 2000 (2000)
- FIFA 2000 (2000)
- SSX Tricky (2001)
- Full Auto (2006)
- Unreal Tournament 3 (2007)
- Mass Effect 2 (2010)
- Fortnite (2017)

### Film en televisie (selectie)
- MTV Cribs (2000)
- NCIS (televisieserie) (2003)
- America's Next Top Model (2003)
- My Super Sweet 16 (2005-2008)
- Saw II (2005, cd-soundtrack)
- Conspiracy Files (2006)
- Chopped (2009)

### Soloalbum
- Cryptidalia (2010)